# Alyssum arenarium
Espèce
Classification phylogénétique
Alyssum arenarium, ou corbeille d'or des sables, est une espèce de plante psammophyte de la famille des Brassicaceae.
C'est une espèce menacée et protégée en France.

## Origine
Cette espèce pourrait être originaire d'Europe centrale.[réf. nécessaire]

## Risque de confusion
D'autres espèces ont été nommées dans un premier temps « Alyssum arenarium », après la description de Alyssum arenarium Kit. ex Spreng.. Le nom de ces espèces n'est donc pas valide, mais a cependant connu une diffusion importante.
- Alyssum arenarium Loisel. a été décrit en 1807. Son nom valide est Alyssum loiseleurii P.Fourn.. Il s'agit d'une espèce endémique protégée du Sud-Est de la France.
- Alyssum arenarium C.C.Gmel. a été décrit en 1808. Son nom valide est Alyssum montanum subsp. gmelinii (Jord.) Em.Schmid.. Elle est également potentiellement protégée.